# Yingkou (prefekturhuvudort)
Yingkou är en prefekturhuvudort i Kina. Den ligger i prefekturen Yingkou och provinsen Liaoning, i den nordöstra delen av landet, omkring 160 kilometer sydväst om provinshuvudstaden Shenyang. Antalet invånare är 2 428 534. Befolkningen består av 1 184 965 kvinnor och 1 243 569 män. Barn under 15 år utgör 11,0 %, vuxna 15-64 år 78 %, och äldre över 65 år 9,0 %.
Runt Yingkou är det mycket tätbefolkat, med 1 135 invånare per kvadratkilometer. Yingkou är det största samhället i trakten. Runt Yingkou är det i huvudsak tätbebyggt.
Genomsnittlig årsnederbörd är 870 millimeter. Den regnigaste månaden är juli, med i genomsnitt 212 mm nederbörd, och den torraste är januari, med 8 mm nederbörd.